# Cotycicuiara
Cotycicuiara – rodzaj chrząszczy z rodziny kózkowatych. 

## Zasięg występowania
Przedstawiciele tego rodzaju występują w Ameryce Południowej i Środkowej od Panamy i Trynidadu na płn. po Boliwię na płd.

## Systematyka
Do Cotycicuiara zaliczanych jest 19 gatunków:
- Cotycicuiara acuminata
- Cotycicuiara alternata
- Cotycicuiara bahiensis
- Cotycicuiara boliviana
- Cotycicuiara caracolensis
- Cotycicuiara chionea
- Cotycicuiara durantoni
- Cotycicuiara guiana
- Cotycicuiara latifascia
- Cotycicuiara lingafelteri
- Cotycicuiara magnifica
- Cotycicuiara multicava
- Cotycicuiara multifasciatus
- Cotycicuiara nivaria
- Cotycicuiara oicepe
- Cotycicuiara pertusa
- Cotycicuiara v-album
- Cotycicuiara venezuelensis
- Cotycicuiara wappesi.